# Fundacja Pomagam
Fundacja Pomagam – fundacja działająca w Polsce, posiadająca status organizacji pożytku publicznego.

## Historia
Fundacja powstała w Łodzi 28 grudnia 2006 roku z inicjatywy firmy FPL Sp. z o.o., która wcześniej wspierała jeden z Domów Małego Dziecka w Łodzi. W celu zwiększenia skali działalności charytatywnej i objęcia nią nowe osoby i placówki wychowawcze, postanowiono o założeniu fundacji, której głównym celem jest pomoc dzieciom chorym i dzieciom z Domów Dziecka. Fundacja Pomagam swoim wsparciem ułatwia im rozwój, funkcjonowanie w społeczeństwie oraz stwarza lepsze warunki życia.
Obecnie Prezesem Fundacji Pomagam jest Ewa Bartniak, w składzie zarządu znajdują się również Fundatorzy Fundacji Jolanta Krokowska oraz Marcin Krokowski. 

## Działania
W 2019 Fundacja obejmowała pomocą 44 indywidualnych Wychowanków oraz 15 Placówek, w tym Domy Dziecka, Placówki Opiekuńczo-Wychowawcze, Kluby Sportowe, Przedszkola, Chór Dziecięcy Miasta Łodzi. Wszystkie działania kierowane są głównie na rozwój oraz rehabilitację Podopiecznych.
Ideą przyświecającą Fundacji jest pomoc przede wszystkim ciężko chorym dzieciom, których rodzice nie są w stanie sami sfinansować koniecznego leczenia i rehabilitacji. 
W sposób efektywny pozyskuje fundusze na 
- leczenie,
- rehabilitację
- zakup niezbędnych środków medycznych   dla naszych Wychowanków, w celu poprawy ich stanu zdrowia.

Część zebranych funduszy przekazywana jest na wyjazdy edukacyjno-integracyjne Wychowanków Domów Dziecka, które mają przygotowywać Ich do samodzielności życiowej.

## Akcje
Każdego roku Fundacja Pomagam organizuje cykliczne akcje na rzecz Podopiecznych. 

### Warsztaty „Razem możemy tak wiele!”
Warsztaty bajkoterapeutyczne prowadzone przez Polskie Stowarzyszenie Studentów i Absolwentów Psychologii i warsztaty logodogo prowadzone przez Stowarzyszenie Animaloterapeutyczne Dogo4Logo- dogoterapia z elementami zajęć logopedycznych prowadzone w Łódzkich Przedszkolach. Bajkoterapia – ma za zadanie uwrażliwić Dzieci na kontakt ze zwierzętami,  a także nauczyć, jak radzić sobie w trudnych sytuacjach. Logodogo - to ćwiczenia logopedyczne  z udziałem psów. W tym etapie ważne jest nie tylko rozwijanie  artykulacyjnych umiejętności Dzieci,  ale także możliwość bezpośredniego kontaktu z psami. 

### „Bieg o 1% podatku”
Coroczna, największa akcja, skupiająca się na pozyskiwaniu jak największej ilości osób, które przekażą 1% swego podatku na rzecz Fundacji Pomagam. W ramach akcji wchodzi m.in. promowanie naszych Podopiecznych oraz Fundacji.

### „Zapełniamy tornistry”
Zbiórka artykułów szkolnych dla Dzieci, by pomóc im rozpocząć nowy rok szkolny.

### „Zostań świętym Mikołajem”
Fundacja Pomagam z pomocą Mikołajów i Mikołajek co roku przygotowuje wymarzone prezenty gwiazdkowe.

### „Paka dla Dzieciaka” oraz „Pielucha dla Malucha”
Przy pomocy ludzi dobrego serca przygotowujemy paczki dla Dzieci z Domów Dziecka i artykuły dla niemowlaków. Paczki składają się ze słodyczy, zabawek, artykułów szkolnych, pieluch, pampersów, środków higienicznych i innych potrzebnych artykułów. 